# ГЕС Сесан 3
ГЕС Сесан 3 — гідроелектростанція в центральній частині В'єтнаму. Розміщена між ГЕС Ялі (вище за течією) та ГЕС Сесан 3А, входить до складу каскаду на річці Сесан, яка вже на території Камбоджі зливається з Секонгом і невдовзі впадає ліворуч до Меконгу.
У межах проекту річку перекрили бетонною гравітаційною греблею висотою 77 метрів та довжиною 391 метр. Вона утримує водосховище з площею поверхні 4,68 км2 та об'ємом 92 млн м3 (корисний об'єм 38 млн м3), в якому припустиме коливання рівня поверхні в операційному режимі лише в невеликому діапазоні — між позначками 302 та 304 метри НРМ.
Пригреблевий машинний зал обладнали двома турбінами типу Френсіс потужністю по 130 МВт, які живляться через водоводи довжиною по 96 метрів. При напорі в 60 метрів це обладнання забезпечує виробництво 1221 млн кВт-год електроенергії на рік.